# Долутегравир
Долутеграви́р (DTG) — антиретровирусный препарат, применяющийся в сочетании с другими препаратами для лечения ВИЧ/СПИДа. Также применяется для постконтактной профилактики после потенциального контакта с ВИЧ. Принимается внутрь. Выпускается под торговой маркой Тивикай (Tivicay), а также в составе комбинированных препаратов Довато (Dovato) и Триумек (Triumeq). Относится к классу ингибиторов интегразы второго поколения.
Долутегравир получил одобрение Управления по пищевым продуктам и препаратам США в 2013 году, Европейского агентства лекарственных средств — в 2014 году. В 2015 году ВОЗ рекомендовала долутегравир в качестве альтернативного препарата первого ряда для взрослых, распространив лицензию производства дешёвого препарата на бедные страны.

## История
Долутегравир изобретён и запатентован компанией ViiV Healthcare (совместное предприятие «GlaxoSmithKline» и «Pfizer»).
С 2019 года производство препарата «Тивикай» локализовано в России на зводе компании «Сервье» в Москве (сама субстанция с действующим веществом, при этом, производится всего на одном заводе в Японии из-за сложности технологического процесса).

### Одобрение
Долутегравир в 2013—14 годах одобрен во многих странах мира в качестве одного из компонентов антиретровирусной терапии, таких как США, Канада, Мексика, Бразилия, ЕС, Россия, Япония, Австралия, ЮАР.

### Клинические исследования
Профиль безопасности долутегравира оценивался по анализу данных от двух международных многоцентровых двойных слепых испытаний SPRING-2 (ING113086) и SINGLE (ING114467), и данных международного многоцентрового исследования FLAMINGO (ING114915). Анализ применения долутегравира как второй линии терапии изучалось на основе данных международных исследований SAILING и VIKING-3.

## Форма выпуска
Долутегравир  выпускается компанией «ViiV Healthcare» (совместное предприятие «GlaxoSmithKline» и «Pfizer») под коммерческим названием Тивикай (англ. Tivicay) в форме покрытых оболочкой таблеток для приёма внутрь по 10, 20, и 50 мг, а также в составе комбинированного препарата Триумек (англ. Triumeq) в форме покрытых оболочкой таблеток для приёма внутрь, содержащих сульфат абакавира (эквивалентно 600 мг абакавира), долутегравир натрия (эквивалентно 50 мг долутегравира) и 300 мг ламивудина.

## Правовой статус
С 2018 года входит в перечень ЖНВЛП.

## Показания
Лечение ВИЧ-1 инфекции у взрослых и детей старше 12 лет и массой тела  более 40 кг (более 30 кг) в составе АРВТ.
Препарат рекомендуется для применения как у пациентов, не получавших терапии («наивных»), так и у пациентов с опытом АРВТ. В некоторых случаях может быть применён у пациентов, имеющих частичную резистентность к ингибиторам интегразы.

## Противопоказания
Реакции гиперчувствительности на долутегравир (и вспомогательные вещества).
Прием антиаритмического средства Дофетилида (англ. Dofetilide, коммерческое наименование англ. Tikosyn).
Возраст младше 12 лет и масса тела менее 40 кг (менее 30 кг).

## Фармакодинамика

### Механизм действия
Долутегравир блокирует фермент интегразу ВИЧ-1, связываясь с её активным участком, делая невозможным этап переноса цепей во время интеграции ретровирусной РНК в ДНК клетки, тем самым прерывая весь цикл репликации ВИЧ.

### Влияние на почки
Влияние на почки существенно меньше чем у тенофовира.

### Влияние на обмен билирубина
Конкуренция долутегравира и билирубина за УДФ-ГТ может приводить к клинически незначимому повышению общего билирубина.

## Фармакокинетика
Фармакокинетические свойства в целом сходны у здоровых и ВИЧ-инфицированных людей.

### Всасывание
Долутегравир быстро всасывается после приёме внутрь. Среднее время достижения максимальной концентрации — 2-3 часа. При приёме 1 раз в день фармакокинетическое стационарное состояние достигается примерно через 5 дней после начала приёма внутрь.
Пища повышает степень и снижает скорость всасывания долутегравира. Данные изменения как правило клинически не значимы, поэтому Тивикай можно принимать вне зависимости от приема пищи. Однако пациентам, инфицированным ВИЧ-1 с определённой устойчивостью к ингибиторам интегразы, рекомендуется принимать Тивикай с пищей.
Абсолютная биодоступность долутегравира не установлена.

### Распределение
Долутегравир примерно на  99% связывается белками крови. По разным данным кажущийся объём распределения (Vd/F) вариируется от 12.5 до 20 литров. Степень связывания долутегравира с белками крови не зависит от его концентрации.
Долутегравир проникает в спиномозговую жидкость, снижая в ней концентрацию ВИЧ. Клиническая значимость этого факта не установлена.
Долутегравир обнаруживается в тканях половых путей и прямой кишки.

### Метаболизм и выведение
Долутегравир в неизменённом виде циркулирует в плазме крови.
Долутегравир метаболизируется в основном ферментом УДФ-ГТ 1А1 (англ. UGT1A1), в меньшей степени — CYP3A, а также UGT1A3, UGT1A9, Pgp и BCRP.
53% от общей принятой дозы выводится с фекалиями в неизменённом виде. При этом неизвестно соотношения полного или неполного всасывания в кишечнике и выведение препарата с желчью. 32% от общей принятой дозы выводится с мочой, при этом 18,9% в виде эфира глюкуронида долутегравира, 3,6% в виде N-деалкилированого метаболита, 3% в виде метаболита, образуется путем окисления бензильного атома углерода, 1% в неизменённом виде.
Долутегравир имеет конечный период полувыведения составляет приблизительно 14 часов, а явный клиренс (CL/F) — 0,56-1,0 л/час.

### Особые группы пациентов

#### Дети
Исследования показали, что у ВИЧ-1-инфицированных детей (от 12 до 18 лет) весом до 40 кг при приёме 50 мг (и от 30 до 40 кг при приёме 35 мг) 1 раз в день имеют схожую фармакокинетику с аналогичной схемой у взрослых.

#### Пациенты пожилого возраста.
Возраст не имеет значения для фармакокинетики долутегравира. При этом данные по пациентам старше 65 лет ограниченны.

#### Пол
Пол не имеет значения для фармакокинетики долутегравира.

#### Раса
Раса не имеет значения для фармакокинетики долутегравира.

#### Пациенты с почечной недостаточностью
Выведение через почки является вторым по значимости путём выведения долутегравира. У пациентов с тяжёлой почечной недостаточностью отмечается снижение экспозиции долутегравира. Механизм этого не известен. Как правило почечная недостаточность клинически незначима и не требует корректировки дозы. Однако у пациентов с тяжёлой почечной недостаточностью и наличием частичной резистентности ВИЧ-1 к ингибиторам интегразы следует проявить осторожность. Долутегравир не был изучен у пациентов, получающих диализ.

#### Пациенты с печеночной недостаточностью
Метаболизм в печени и выделение с желчью является основным путем выведения долутегравира. При исследовании пациентов с средней печеночной недостаточностью (класс B по Чайлд—Пью) не было выявлено значимых отклонений фармакодинамики. Корректировка дозы при легкой и средней печеночной недостаточности не требуется. У пациентов с тяжелой недостаточностью эффекты не изучались и препарат не рекомендуется.

#### Коинфекция ВИЧ и вирусных гепатитов B и C
Коинфекция гепатитом C не имеет значения для фармакокинетики долутегравира. Данные по коинфекция гепатитом B ограничены.

#### Полиморфизм метаболизирующих долутегравир ферментов
Нет доказательств, что распространенные полиморфизмы метаболизирующих долутегравир ферментов имеют клиническое значение.

## Побочные эффекты

### Реакция гиперчувствительности
В редких случаях (менее 1%) были зарегистрированы реакции гиперчувствительности, проявляющиеся сыпью (от «крапивницы» до буллёзной), поражением слизистых, сопровождающиеся лихорадкой, болями в мышцах и суставах, слабостью и недомоганием, ангионевротическим отёком, эозинофилией и другими нарушениям вплоть до органной дисфункции, тяжелой печеночной недостаточностью. Развитие реакции гиперчувствительности требует немедленного прекращения приёма препарата.

### Синдром восстановления иммунитета
У пациентов с тяжелым иммунодефицитом при начале приема АРВТ возможно возникновение синдрома восстановления иммунитета, вызванное развитием полноценного воспалительного ответа на ранее бессимптомно протекавшие оппортунистические инфекции (ввиду восстановление иммунной системы). Это может вызвать усугубление симптомов и даже серьезные клинические состояния и осложнения. Такое проявление возникает в течение первых нескольких недель или месяцев после начала АРВТ.
Типичные примеры инфекций: цитомегаловирусный ретинит, пневмоцистная пневмония, обострение туберкулёза, вирусных гепатитов В и С. Также могут обостряться аутоиммунные заболевания (такие как болезнь Грейвса, полимиозит и синдром Гийена-Барре), однако эти проявления могут возникать и много месяцев позже.

### Другие побочные эффекты
Возникновение липодистрофии и остеонекроза, ассоциированная с приемом АРВТ, при приёме долутегравира не изучено.
Редко (менее 1%) могут встречаться: суицидальные мысли, гепатит. Менее 2% миозит и почечная недостаточность. От 1% до 10% встречается: утомляемость, бессонница, головокружение, необычные сновидения и фантазии, депрессия, рвота, метеоризм, боли в верхней части живота, боли и дискомфорт в области живота, сыпь, зуд, повышение АЛТ, АСТ, КФК, креатинина, общего билирубина, глюкозы, липазы, снижение нейтрофилов. Более 10%: головная боль, тошнота, диарея.
Ввиду возможного головокружения пациенты должны быть предупреждены об осторожности при вождении автомобиля и применении машин.
Отмечается повышение частоты отклонения АСТ и АЛТ при коинфекции вирусных гепатитов В и С. Возможно повышение АЛТ и АСТ в рамках развития синдрома восстановления иммунитета.

### Передозировка
Сведения о передозировке препарата ограничены. При приёме повышенных доз не побочные эффекты отличались от обычных. Специфического лечения передозировка препарата не имеет, рекомендована симптоматическая терапия. Ввиду высокой связи препарата с белками крови диализ не показан.

## Взаимодействие с другими препаратами

### Влияние долутегравир на фармакокинетику других препаратов
In vitro долутегравир ингибирует ферменты почечный OCT2 (англ. Renal organic cation transporter 2), MATE1 (англ. Multidrug and toxin extrusion transporter 1), OAT3 (англ. Organic anion transporters 3). Этим, например, обусловлено повышение у пациентов уровня креатинина. Долутегравир может увеличивать плазменную концентрацию препаратов, чей метаболизм связан с этими ферментами, таких как дофетилид, метформин. Дофетилид противопоказан при приёме долутегравира. Доза метформина при терапии может требовать коррекции.

### Влияние других препаратов на фармакокинетику долутегравира
Долутегравир метаболизируется в основном ферментом УДФ-ГТ 1А1 (англ. UGT1A1), в меньшей степени — CYP3A, а также UGT1A3, UGT1A9, Pgp и BCRP. Значит угнетение или активация этих ферментов другими препаратами будет повышать или понижать концентрацию долутегравира в плазме крови.
Эфавиренз, невирапин, рифампицин, этравирин, типранавир+ритонавир значительно снижают концентрацию долутегравира в плазме, что требует коррекции дозы до 50 мг 2 раза в сутки. Эффект этравирина ослаблялся одновременным применением ингибиторов CYP3A4 лопинавира+ритонавира, дарунавира+ритонавира, атазанавиром+ритонавиром, в этом случае коррекция дозы не требуется. Фосампренавир+ритонавир клинически незначимо снижают уровень долутегравир. Однако во всех указанных случаях следует проявить осторожность при наличии частичной резистентности к ингибиторам интегразы.
Атазанавир повышает уровень долутегравира, но коррекция дозы не требуется.
Карбамазепин, фенитоин, фенобарбитал, препараты зверобоя значительно снижают концентрацию долутегравира в плазме, что требует коррекции дозы до 50 мг 2 раза в сутки. При наличии частичной резистентности к ингибиторам интегразы эти препараты следует избегать.
Рифампицин значительно снижает концентрацию долутегравира в плазме, что требует коррекции дозы до 50 мг 2 раза в сутки. При наличии частичной резистентности к ингибиторам интегразы эти препараты следует избегать.
Долутегравир не следует назначать одновременно с содержащими поливалентные катионы антацидами (магний/алюминий-содержащие), препаратами кальция и железа, поливитаминами. Долутегравир следует принимать за 2 часа до или через 6 часов после приема данных препаратов.